# Tobias paraguayensis
Tobias paraguayensis är en spindelart som beskrevs av Mello-Leitao 1929. Tobias paraguayensis ingår i släktet Tobias och familjen krabbspindlar. Inga underarter finns listade i Catalogue of Life.